# Romanisation révisée du coréen
La romanisation révisée du coréen (hangeul : 국어의 로마자 표기법 ; RR : Gug-eoui Romaja Pyogibeop) est la romanisation officielle du coréen en Corée du Sud.
Ce système a été promulgué par les autorités de Corée du Sud en 2000, pour remplacer la romanisation précédente, officielle depuis 1984, fondée sur le système McCune-Reischauer. Cette romanisation révisée est similaire à celle utilisée avant 1984, sauf que l'ancien système ne représentait pas correctement les consonnes dont la prononciation change selon la position dans un mot. L'utilisation de ce procédé n'est pas exigée pour le nom des personnes et des entreprises et celles-ci continuent de préférer un système de transcription adapté aux règles de prononciation de l'anglais.
La romanisation révisée n'utilise que les vingt-six lettres de l'alphabet latin sans signes diacritiques, sauf un usage modéré et souvent optionnel du tiret. Elle a été développée par l'Académie nationale de la langue coréenne à partir de 1995 et a été rendue publique le 4 juillet 2000 par le ministère sud-coréen de la Culture et du Tourisme. Les raisons données par le ministère pour la réduction de l'utilisation des caractères spéciaux furent d'éliminer la difficulté de saisie, ou le risque d'oubli, des signes diacritiques sur un ordinateur et — surtout — d'adapter la saisie du coréen aux caractères de l'ensemble de base ASCII utilisé pour les noms de domaine sur Internet.

## Caractéristiques
La romanisation révisée est une transcription et non une simple translittération. Les caractéristiques principales de la romanisation révisée sont :
- 어 et 으 s'écrivent à l'aide de deux lettres : eo et eu, respectivement (dans la romanisation McCune-Reischauer ㅐ s'écrivait déjà ae sans être une diphtongue) ;
- ㅝ s'écrit wo, et ㅢ s'écrit ui ;
- les consonnes aspirées (ㅋ, ㅌ, ㅍ, ㅊ) n'ont pas d'apostrophe (k, t, p, et ch) comme dans la romanisation McCune-Reischauer. Leurs équivalents non aspirés (ㄱ, ㄷ, ㅂ, ㅈ) s'écrivent avec des lettres qui sont prononcées comme sonores en français (g, d, b et j). Ces mêmes consonnes s'écrivent également k, t et p à la fin d'un mot ou devant une autre consonne, quand elles sont en réalité prononcées comme sourdes ;
- ㅅ s'écrit toujours s et jamais sh même quand il se prononce chuintant ;
- ㄹ s'écrit r devant une voyelle, l devant une consonne ou à la fin d'un mot. Un double ㄹ s'écrit toujours ll.

En outre, il y a des consignes qui modifient la translittération pour mieux refléter les règles phonologiques normales du coréen (assimilation des consonnes successives, palatalisation, etc.)
Parmi les autres règles et recommandations, on peut citer :
- le tiret est optionnel pour éviter des ambiguïtés, comme entre jeong-eum (정음)  et jeon-geum (전금) ;
- l'usage du tiret est possible, mais non requis entre les syllabes des prénoms coréens ;
- les consignes liées aux règles phonologiques ne s'appliquent pas aux prénoms qui sont translittérés comme ils apparaissent en hangul ;
- les syllabes finales marquant les unités administratives (comme do pour un nom de province) sont séparées du nom de lieu qui les précède par un tiret ;
- au contraire, celles qui marquent les caractéristiques géographiques (comme do pour un nom d'île) et les structures artificielles sont accolées au nom de lieu ;
- les noms propres commencent par une majuscule.

## Usage
La romanisation révisée ne sera sans doute pas imposée officiellement pour la romanisation des noms de famille coréens. Par exemple, le nom de famille très répandu 이, souvent transcrit « Lee » mais aussi parfois « Rhee », « Yi », « Ri », « Li », « Rhie », et « Lie » devrait s'écrire « I » dans le nouveau système, ce qui serait difficile à imposer. Le gouvernement encourage l'emploi de la romanisation révisée pour les prénoms et les marques commerciales mais sans l'imposer.
Tous les manuels d'enseignement du coréen ont dû l'appliquer depuis le 28 février 2002.
Actuellement[Quand ?], beaucoup de spécialistes du coréen, en Corée comme en dehors, utilisent encore le système McCune-Reischauer qui fut la transcription officielle en Corée du Sud de 1984 à 2002 bien que certains utilisent aussi un système développé à l'université Yale. La Corée du Nord continue aussi à utiliser une romanisation dérivée du système McCune-Reischauer mais sans les diacritiques.

## Tableaux de transcription comparés

### Voyelles
| Hangeul / Chosŏn’gŭl               | ㅏ      | ㅐ      | ㅑ        | ㅒ        | ㅓ      | ㅔ      | ㅕ        | ㅖ        | ㅗ      | ㅘ        | ㅙ        | ㅚ            | ㅛ        | ㅜ      | ㅝ        | ㅞ        | ㅟ            | ㅠ        | ㅡ           | ㅢ                   | ㅣ      |
| Alphabet phonétique internal (API) | /a/ [a] | /ɛ/ [ɛ] | /ja/ [ja] | /jɛ/ [jɛ] | /ʌ/ [ʌ] | /e/ [e] | /jʌ/ [jʌ] | /je/ [je] | /o/ [o] | /wa/ [wa] | /wɛ/ [wɛ] | /ø/ [ø], [we] | /jo/ [jo] | /u/ [u] | /wʌ/ [wʌ] | /we/ [we] | /y/ [y], [ɥi] | /ju/ [ju] | /ɯ/ [ɯ], [ɨ] | /ɰi/ [ɰi], [ɨ̯i], [i] | /i/ [i] |
| Romanisation révisée du coréen     | a       | ae      | ya        | yae       | eo      | e       | yeo       | ye        | o       | wa        | wae       | oe            | yo        | u       | wo        | we        | wi            | yu        | eu           | ui                   | i       |
| Romanisation McCune-Reischauer     | a       | ae      | ya        | yae       | ŏ       | e, (ë)  | yŏ        | ye        | o       | wa        | wae       | oe            | yo        | u       | wŏ        | we        | wi            | yu        | ǔ            | ǔi                   | i       |
| Romanisation française de l'Inalco | a       | ai      | ya        | yai       | o       | e       | yô        | ye        | o       | wa        | wai       | wa            | yo        | o       | wô        | we        | wi            | yu        | û            | ûi                   | i       |
| Romanisation anglaise de Yale      | a       | ay      | ya        | yay       | e       | ey      | ye        | yey       | (w)o    | wa        | way       | (w)oy         | yo        | (w)u    | we        | wey       | wi            | yu        | u            | uy                   | i       |

### Consonnes
| Hangeul / Chosŏn’gŭl                    | Hangeul / Chosŏn’gŭl                    | ㄱ      | ㄲ      | ㄴ      | ㄷ      | ㄸ      | ㄹ           | ㅁ      | ㅂ      | ㅃ      | ㅅ      | ㅆ      | ㅇ              | ㅈ                    | ㅉ                    | ㅊ                        | ㅋ        | ㅌ        | ㅍ        | ㅎ      |
| Alphabet phonétique international (API) | Alphabet phonétique international (API) | /k/ [k] | /k/ [k] | /n/ [n] | /t/ [t] | /t͈/ [t͈] | /l/ [l], [ɾ] | /m/ [m] | /p/ [p] | /p͈/ [p͈] | /s/ [s] | /s͈/ [s͈] | //, /ŋ/ [], [ŋ] | /t͡ɕ/, /t͡s/ [t͡ɕ], [t͡s] | /t͈͡ɕ/, /t͈͡s/ [t͈͡ɕ], [t͈͡s] | /t͡ɕʰ/, /t͡sʰ/ [t͡ɕʰ], [t͡sʰ] | /kʰ/ [kʰ] | /tʰ/ [tʰ] | /pʰ/ [pʰ] | /h/ [h] |
| Romanisation révisée du coréen          | Initiale                                | g       | kk      | n       | d       | tt      | r            | m       | b       | pp      | s       | ss      | –               | j                     | jj                    | ch                        | k         | t         | p         | h       |
| Romanisation révisée du coréen          | Finale                                  | k       | k       | n       | t       | –       | l            | m       | p       | –       | t       | t       | ng              | t                     | –                     | t                         | k         | t         | p         | t       |
| Romanisation McCune-Reischauer          | Initiale                                | k       | kk      | n       | t       | tt      | r            | m       | p       | pp      | s       | ss      | –               | ch                    | tch                   | ch’                       | k’        | t’        | p’        | h       |
| Romanisation McCune-Reischauer          | Finale                                  | k       | k       | n       | t       | –       | l            | m       | p       | –       | t       | t       | ng              | t                     | –                     | t                         | k         | t         | p         | t       |
| Romanisation française de l'Inalco      | Initiale                                | k       | kk      | n       | t       | tt      | r            | m       | p       | pp      | s       | ss      | –               | ch                    | jj                    | ch                        | kh        | th        | ph        | h       |
| Romanisation française de l'Inalco      | Finale                                  | g       | k       | n       | t       | –       | l            | m       | p       | –       | t       | t       | ng              | t                     | –                     | t                         | k         | t         | p         | t       |
| Romanisation anglaise de Yale           | Initiale                                | k       | kk      | n       | t       | tt      | r            | m       | p       | pp      | s       | ss      | –               | ch                    | tch                   | tch’                      | k’        | t’        | p’        | h       |
| Romanisation anglaise de Yale           | Finale                                  | k       | kk      | n       | t       | –       | l            | m       | p       | –       | t       | t       | ng              | t                     | –                     | t                         | k         | t         | p         | –       |

### Dispositions spéciales
La romanisation révisée transcrit certains changements phonétiques qui surviennent en combinaison de la consonne finale d'une syllabe et la consonne initiale de la syllabe suivante, comme dans Hanguk → Hangugeo. Ces changements significatifs surviennent dans les cas suivants et peuvent, selon le cas, soit modifier la romanisation de la finale (cas surlignés en jaune), soit insérer un trait d'union de désambiguïsation (cas surlignés en bleu) : 
| Initiale suivanteFinale précédente | Initiale suivanteFinale précédente | ㄱ  | ㄴ     | ㄷ  | ㄹ     | ㅁ  | ㅂ  | ㅅ  | ㅇ    | ㅈ  | ㅊ   | ㅋ  | ㅌ  | ㅍ  | ㅎ        |
| Initiale suivanteFinale précédente | Initiale suivanteFinale précédente | g   | n      | d   | r      | m   | b   | s   | –     | j   | ch   | k   | t   | p   | h         |
| ---------------------------------- | ---------------------------------- | --- | ------ | --- | ------ | --- | --- | --- | ----- | --- | ---- | --- | --- | --- | --------- |
| ㄱ                                 | k                                  | kg  | ngn    | kd  | ngn    | ngm | kb  | ks  | g     | kj  | kch  | k-k | kt  | kp  | kh, k     |
| ㄴ                                 | n                                  | n-g | nn     | nd  | ll, nn | nm  | nb  | ns  | n     | nj  | nch  | nk  | nt  | np  | nh        |
| ㄷ                                 | t                                  | tg  | nn     | td  | nn     | nm  | tb  | ts  | d, j  | tj  | tch  | tk  | t-t | tp  | th, t, ch |
| ㄹ                                 | l                                  | lg  | ll, nn | ld  | ll     | lm  | lb  | ls  | r     | lj  | lch  | lk  | lt  | lp  | lh        |
| ㅁ                                 | m                                  | mg  | mn     | md  | mn     | mm  | mb  | ms  | m     | mj  | mch  | mk  | mt  | mp  | mh        |
| ㅂ                                 | p                                  | pg  | mn     | pd  | mn     | mm  | pb  | ps  | b     | pj  | pch  | pk  | pt  | p-p | ph, p     |
| ㅅ                                 | t                                  | tg  | nn     | td  | nn     | nm  | tb  | ts  | s     | tj  | tch  | tk  | t-t | tp  | th, t, ch |
| ㅇ                                 | ng                                 | ngg | ngn    | ngd | ngn    | ngm | ngb | ngs | ng-   | ngj | ngch | ngk | ngt | ngp | ngh       |
| ㅈ                                 | t                                  | tg  | nn     | td  | nn     | nm  | tb  | ts  | j     | tj  | tch  | tk  | t-t | tp  | th, t, ch |
| ㅊ                                 | t                                  | tg  | nn     | td  | nn     | nm  | tb  | ts  | ch    | tj  | tch  | tk  | t-t | tp  | th, t, ch |
| ㅋ                                 | k                                  | kg  | kn     | kd  | kr     | km  | kb  | ks  | k     | kj  | kch  | kk  | kt  | kp  | kh        |
| ㅌ                                 | t                                  | tg  | nn     | td  | nn     | nm  | tb  | ts  | t, ch | tj  | tch  | tk  | t-t | tp  | th, t, ch |
| ㅍ                                 | p                                  | pg  | pn     | pd  | pr     | pm  | pb  | ps  | p     | pj  | pch  | pk  | pt  | pp  | ph        |
| ㅎ                                 | t                                  | k   | nn     | t   | nn     | nm  | p   | hs  | h     | ch  | tch  | tk  | t   | tp  | t         |

### Système utilisé pour la transcription des noms de personnes
Les changements phonétiques entre les syllabes des noms de personnes ne sont pas transcrits : 정석민 → Jeong Seokmin ou Jeong Seok-min, 최빛나 → Choe Bitna ou Choe Bit-na.
Les changements phonologiques sont appliqués quand la consonne finale ㅎ h (muette) est suivie d'une consonne initiale ㄱ k, ㄷ t, ㅂ p ou ㅈ t : 좋고 → joko, 놓다 → nota, 잡혀 → japyeo, 낳지 → nachi. Les phonologies aspirées sont pas appliquées dans le cas des noms où une consonne finale ㄱ k, ㄷ d ou ㅂ p est suivie d'une consonne initiale ㅎ h : 집현전 → Jiphyeonjeon (en revanche, 묵호 → Mukho).
Pour les noms propres ainsi que les noms commerciaux, il est encore d'usage de transcrire ces noms selon les règles orthographiques de l'anglais. Les principales différences par rapport aux autres systèmes sont les suivantes :
- ㅓ = u
- ㅣ = ee/i/yi
- ㅜ = oo
- 우 = woo
- 영 = young